# Astragalus gudrunensis
Astragalus gudrunensis är en ärtväxtart som beskrevs av Pierre Edmond Boissier. Astragalus gudrunensis ingår i släktet vedlar, och familjen ärtväxter. Inga underarter finns listade i Catalogue of Life.